# Yasser Al-Qahtani
Yasser Al-Qahtani (Cobar, 10 de Outubro de 1982) é um futebolista da Arábia Saudita, que atua como atacante.

## Carreira
Yasser é uma das estrela do poderoso clube Asiático Al-Hilal, recusou inúmeras propostas vindas do estrangeiro, apenas por amor ao clube e ao País Arábia Saudita.
Ele fez parte do elenco da Seleção Saudita de Futebol da Copa do Mundo de 2006.
Foi um dos artilheiros da Copa da Ásia de 2007, com 4 gols, junto a Naohiro Takahara (do Japão) e Younis Mahmoud (do Iraque)

## Títulos
Al-Hilal
- Saudi Professional League (5): 2007–08, 2009–10, 2010–11, 2016–17, 2017–18
- Crown Prince Cup (7): 2005–06, 2007–08, 2008–09, 2009–10, 2010–11, 2012–13, 2015–16
- Supercopa da Arábia Saudita  (1): 2015
- King Cup (2): 2015, 2017
- Copa da Federação (1): 2005–06

Al Ain
- UAE Arabian Gulf League (1): 2011–12

### Internacional
Arábia Saudita
- Arabian Gulf Cup (1): 2003
- Arab Nations Cup (1): 2002
- Islamic Solidarity Games (1): 2005

### Individual
- AFC Asian Footballer of the Year: 2007
- AFC Asian Cup Top scorer: 2007
- AFC Asian Cup Fans' All Time Best XI: 2018[2]

### Artilharias
Seleção Saudita
- Copa da Ásia: 2007 (4 gols)